# گمینا برننا
گمینا برننا (به لهستانی:  Gmina Brenna) یک گمینا در لهستان است که در شهرستان چیشن واقع شده‌است. گمینا برننا ۹۵٫۵۴ کیلومتر مربع مساحت و ۱۰٬۳۲۴ نفر جمعیت دارد.